# Stanisław Gaweł
Stanisław Gaweł (ur. 18 listopada 1883 w Sanoku, zm. 4 września 1951 w Mikołowie) – polski duchowny rzymskokatolicki, proboszcz rezerwy Wojska Polskiego.

## Życiorys
Stanisław Gaweł urodził się 18 listopada 1883 w Sanoku. Był synem adwokata dr. Jana Gawła (zm. 1913) i Marii Magdaleny z domu Bilińskiej 1848-1935, córka Ludwika i Sabiny z domu Pieniążek). Jego rodzeństwem byli: Emil (1876-1921, adwokat), Bronisław (ur. 1879, zm. prawd. 1939, nauczyciel), Józef (jeden z bliźniąt, ur. i zm. 30 marca 1882), Władysław Zygmunt (drugi z bliźniąt, ur. 30 marca 1882, zm. 14 maja 1882), Marian (1889-1937, oficer), Leonard (1893-1954).
Od 1893 uczył się w C. K. Gimnazjum w Sanoku, gdzie w 1898 ukończył V klasę. W 1901 ukończył VIII klasę i zdał egzamin dojrzałości w C. K. Gimnazjum Nowodworskiego (św. Anny) w Krakowie. Od 1901 do 1903 był studentem prawa i filozofii na Uniwersytecie Jagiellońskim.
Jako alumn IV roku Seminarium Duchownego w Przemyślu 16 czerwca 1907 otrzymał sakrament święceń kapłańskich (wyświęcony wtedy został także m.in. ks. Władysław Lutecki). Jako wikariusz w połowie 1907 został skierowany do Zaleszan. Na początku 1909 został przeniesiony z Zaleszan do Jarosławia i posługiwał tam do 1911.
Ze stanowiska wikarego w Jarosławiu latem 1911 został mianowany kuratorem polowym C. K. Armii w Rzeszowie. W austro-węgierskiej wojskowej służbie duszpasterskiej pozostawał do 1918. Jako kapłan diecezjalny został mianowany kuratorem polowym w okręgu Przemyśl z dniem 1 września 1911 i pozostawał w tej funkcji. Po wybuchu I wojny światowej w 1914 został zesłany przez Rosjan na wschód i przebywał w mieście Atbasar. W ewidencji austro-węgierskiej do 1918 figurował na stanowisku kurata polowego 2 klasy w służbie duszpasterskiej (Militärseelsorge) w Przemyślu.
Po zakończeniu wojny i odzyskaniu przez Polskę niepodległości, jako były oficer wojskowy armii austriackiej w 1918 został przyjęty do Wojska Polskiego i zatwierdzony w stopniu majora kapelana. Od tego czasu służył jako kapelan WP. W trakcie wojny polsko-bolszewickiej pełnił funkcję dziekana 4 Armii. Jako dziekan Wojska Polskiego w pierwszej połowie 1920 otrzymał wyróżnienie Expositorium Canonicale. Jako proboszcz Wojska Polskiego we Lwowie w dniach 10–11 maja 1922 w Przemyślu zdał egzamin konkursowy na proboszczów. Tuż po tym w stopniu proboszcza WP został zwolniony z czynnej służby wojskowej i przeniesiony do rezerwy. Potem jako były oficer zawodowy był zweryfikowany w stopniu proboszcza rezerwy duchowieństwa wojskowego wyznania katolickiego ze starszeństwem z dniem 1 czerwca 1919. Według stanu z 1934 był sklasyfikowany na pierwszym miejscu listy kapłanow katolickich rezerwy (1. lokata wśród najwyższych stopniem proboszczów).
Pod koniec 1922 został przeznaczony na posadę wikarego do Rozembarku. Z tej funkcji na początku 1923 został mianowany ekspozytem w Nisku i pozostawał tamże w tym charakterze do 1931. Po skończonym urlopie wiosną 1931 został mianowany wikarym w Jarosławiu i był nim do 1932. W 1932 był wikarym w Tyczynie i z tej funkcji 17 października 1932 otrzymał instytucję kanoniczną na probostwo w Dobromilu przy tamtejszym kościele Przemienienia Pańskiego. Na tym stanowisku posługiwał w latach 30.. Przed 1932 otrzymał tytuł kanonika. W latach 30. był działaczem delegatury w Jarosławiu Ligi Morskiej i Kolonialnej.
Po wybuchu II wojny światowej z 1939 i wkroczeniu sowietów do Przemyśla (28 września 1939) zamieszkiwał wraz z innymi duchownymi w tamtejszym pałacu biskupim. Do 1943 pozostawał proboszczem w Dobromilu w okresie trwającej okupacji niemieckiej. Do jesieni 1942 działał w delegaturze Polskiego Komitetu Opiekuńczego w Bukowsku nieopodal rodzinnego Sanoka (z dalszej działalności wykluczyła go choroba). Od 1945 do kwietnia 1950 pełnił funkcję administratora parafii Narodzenia Najświętszej Maryi Panny w Albigowej.
Na emeryturze zamieszkiwał w Zielonce. Zmarł 4 września 1951 w Mikołowie na Śląsku.

## Odznaczenia
- Krzyż Zasługi dla Duchownych Wojskowych (1918)[52]
- Krzyż Pamiątkowy Mobilizacji 1912–1913 (1913)[27]